# Georges Le Gentil
Pour les articles homonymes, voir Le Gentil.
Georges Le Gentil, né le 3 décembre 1875 à Fère-Champenoise et mort le 11 avril 1953 à Paris, est un romaniste français. Professeur à la Sorbonne, il y occupe la première chaire de langues et littératures portugaises et brésiliennes.

## Biographie

### Jeunesse
Élève de l'École normale supérieure en 1897-1901, il a pour professeur Alfred Morel-Fatio.
En 1901, il épouse Marie Eugénie Collard, dont nait Pierre Le Gentil. Boursier de voyage en Espagne en 1901-1902, il passe l'agrégation de lettres qu'il obtient en 1901.

### Professeur en lycée et docteur
Il se tourne alors vers l’enseignement et fut professeur aux lycées de Tourcoing (1902-1904), Cahors (1904-1905), Montauban (1905-1907) et de Toulouse (1908-1914).
En 1910, il devient docteur ès lettres avec ses thèses Le poète Manuel Bretón de los Herreros et la société espagnole de 1830 à 1860 et Les revues littéraires de l'Espagne pendant la première moitié du XIXe siècle : aperçu bibliographique.
Dès le mois d'août 1914, il est mobilisé sous une unité combattante, puis il est chef de mission au Portugal pour le recrutement de la main-d'œuvre militaire de juillet 1916 à la fin de la guerre.

### Professeur d'université et romaniste
À son retour du Portugal en 1919, il enseigne à la Sorbonne d'abord comme chargé de cours, et à partir de 1935 en tant que maître de conférences. Il est nommé professeur de langues et littératures portugaises et brésiliennes en 1936, occupant ainsi la première chaire de langues et littératures portugaises et brésiliennes en France. À partir de 1939, il impose le portugais comme deuxième langue obligatoire des études hispaniques. Il prend sa retraite en 1947.
Collaborateur de la Revue latine, du Bulletin hispanique, de la Revue de l'Amérique latine, Georges Le Gentil a laissé de nombreux ouvrages, parmi lesquels Camoes (1924), Almeida Garrett, un grand romantique portugais (1926), La France équinoxiale (1933), La Littérature portugaise (1935), L'Allemagne et la guerre (1940), Les Portugais en Extrême-Orient, Fernao Mendes Pinto (1947), Camoes, l'œuvre épique et lyrique (1954) et Découverte du monde (1954).

## Publications
- Le poète Manuel Breton de Los Herreros et la société espagnole de 1830 à 1860, thèse de doctorat (1909).
- Les revues littéraires de l'Espagne pendant la première moitié du XIXe siècle, thèse complémentaire (1909).
- Camoëns, introduction, traduction et notes (1924).
- Almeida Garrett, traduction et notice (1926).
- La France équinoxiale (1933).
- La littérature portugaise (1935), 2e édition (1951).

- Prix Montyon 1936 de l'Académie française
- Tragiques histoires de mer au XVIe siècle, récits portugais choisis et traduits (1939).
- L'Allemagne et la guerre (1940).
- Les Portugais en Extrême-Orient, Fernao Mendes Pinto (1947).
- Camoëns, l'œuvre épique et lyrique (1954).
- Découverte du monde (1954).

## Distinctions
- Docteur honoris causa de l'université de Coimbra en 1934
- Officier de l'ordre national de la Croix du Sud (Brésil)
- Commandeur de l'ordre de Sant'Iago de l'Épée (Portugal)
- Officier de la Légion d'honneur en 1950